# Список наиболее удалённых астрономических объектов
Здесь представлен список наиболее удалённых астрономических объектов, известных в настоящее время.
Расстояния до удалённых объектов оцениваются по космологическому красному смещению. Они могут определяться методами спектроскопии либо фотометрии. Первый метод более точен и достоверен. По этой причине спектроскопическое определение красного смещения считается необходимым для «подтверждённых» объектов, тогда как фотометрически определённые красные смещения считаются только «кандидатами» в наиболее удалённые объекты. В данных списках фотометрический метод обозначен подстрочной буквой p (zp).

## Наиболее удалённые объекты
|  | Название                | Красное смещение (z) | Расстояние (млрд. св. лет)        | Тип объекта             | Примечания                                  | Год открытия | Инструменты |  |
|  | ----------------------- | -------------------- | --------------------------------- | ----------------------- | ------------------------------------------- | ------------ | --- |  |
|  | MoM-z14                 | z = 14,44+0,02 −0,02 | 13,53                             | Галактика               | Яркая галактика лаймановского разрыва       | 2025         | Джеймс Уэбб |  |
|  | JADES-GS-z14-0          | z = 14,32            | 13,428                            | Галактика               | Галактика лаймановского разрыва             | 2024         | Джеймс Уэбб |  |
|  | JADES-GS-z14-1          | z = 13,90            | 13,42                             | Галактика               | Галактика лаймановского разрыва             | 2024         | Джеймс Уэбб |  |
|  | HD1                     | z = 13,27            | 13,579 / 13,599 / 13,477 / 13,476 | Галактика               |                                             | 2022         | Космический телескоп Спитцер, Телескоп Субару, VISTA, UK Infrared Telescope                                               |  |
|  | JADES-GS-z13-0          | z = 13,20+0,04 −0,07 | 13,576 / 13,596 / 13,474 / 13,473 | Галактика               | Галактика лаймановского разрыва             | 2022         | Джеймс Уэбб |  |
|  | GLASS-z12               | z = ~12,4            | 13,4                              | Галактика               |                                             | 2022         | Джеймс Уэбб |  |
|  | GN-z11                  | z = 11,09            | 13,39                             | Галактика               | Подтверждённая галактика                    | 2016         | Космический телескоп Хаббл                                                                                                |  |
|  | MACS1149-JD1            | z = 9,11             | 13,26                             | Галактика               | Подтверждённая галактика                    | 2012         | Космический телескоп Спитцер                                                                                              |  |
|  | EGSY8p7                 | z = 8,68             | 13,28                             | Галактика               | Подтверждённая галактика                    | 2016         | Обсерватория Кека |  |
|  | A2744 YD4               | z = 8,38             | 13,11                             | Галактика               | Подтверждённая галактика                    | 2017         | Комплекс радиотелескопов ALMA                                                                                             |  |
|  | GRB 090423              | z = 8,2              | 13,18                             | Всплеск гамма-излучения | [ 16 ] [ 17 ]                               | 2009         | Орбитальная обсерватория Swift                                                                                            |  |
|  | EGS-zs8-1               | z = 7,73             | 13,13                             | Галактика               | Подтверждённая галактика                    | 2013         | Космический телескоп Хаббл. Подтверждено: Космический телескоп Спитцер, Обсерватория Кека                                 |  |
|  | z7 GSD 3811             | z = 7,66             | 13,11                             | Галактика               | Галактика                                   | 2011         | Обсерватория Кека |  |
|  | ULAS J1342+0928         | z = 7,54             | 13,1                              | Квазар                  | [ 20 ]                                      | 2017         | Космический телескоп WISE, Обсерватория Лас-Кампанас, Большой бинокулярный телескоп, Северный телескоп «Джемини»          |  |
|  | z8 GND 5296             | z = 7,51             | 13,1                              | Галактика               | Подтверждённая галактика                    | 2013         | Космический телескоп Хаббл, Обсерватория Кека                                                                             |  |
|  | A1689-zD1               | z = 7,5              | 13,10                             | Галактика               | Галактика                                   | 2008         | Космический телескоп Хаббл, космический телескоп Спитцер                                                                  |  |
|  | SXDF-NB1006-2           | z = 7,215            | 13,07                             | Галактика               | Галактика                                   | 2012         | Исследования в рамках проекта Subaru XMM-Newton Deep Survey Field                                                         |  |
|  | GN-108036               | z = 7,213            | 13,07                             | Галактика               | Галактика                                   | 2012         | Телескоп Субару, Обсерватория Кека. Дополнительные исследования: Космический телескоп Хаббл, Космический телескоп Спитцер |  |
|  | BDF-3299                | z = 7,109            | 13,05                             | Галактика               | [ 28 ]                                      | 2015         | Комплекс радиотелескопов ALMA                                                                                             |  |
|  | ULAS J1120+0641         | z = 7,085            | 13,05                             | Квазар                  | [ 29 ]                                      |              | UK Infrared Telescope |  |
|  | A1703 zD6               | z = 7,045            | 13,04                             | Галактика               | [ 25 ]                                      | 2012         | Космический телескоп Хаббл                                                                                                |  |
|  | BDF-521                 | z = 7,008            | 13,04                             | Галактика               | [ 28 ]                                      | 2014         | Космический телескоп Хаббл                                                                                                |  |
|  | G2-1408                 | z = 6,972            | 13,03                             | Галактика               | [ 25 ] [ 31 ]                               | 2009         | Исследования в рамках проекта Great Observatories Origins Deep Survey                                                     |  |
|  | IOK-1                   | z = 6,964            | 13,03                             | Галактика               | Альфа-излучатель Лаймана                    | 2006         | Телескоп Субару |  |
|  | LAE J095950.99+021219.1 | z = 6,944            | 13,03                             | Галактика               | Альфа-излучатель Лаймана — слабая галактика | 2012         | обсерватория Лас-Кампанас                                                                                                 |  |

| Название      | Красное смещение (z) | Расстояние (млрд. св. лет) | Тип объекта                             | Примечания |
| ------------- | -------------------- | -------------------------- | --------------------------------------- | --- |
| UDFj-39546284 | zp≅11,9?             | 13,37                      | Протогалактика                          | Кандидат в протогалактики, хотя по данным последних исследований красное смещение может быть меньше            |
| MACS0647-JD   | zp≅10,7              | 13,3                       | Галактика                               | Кандидат в самые удалённые галактики, обнаружена при помощи гравитационного линзирования скопления галактик    |
| A2744-JD      | zp≅9,8               | 13,2                       | Галактика                               | Галактика обнаружена при помощи гравитационного линзирования. Самая тусклая галактика с красным смещением z~10 |
| MACS1149-JD   | zp≅9,6               | 13,2                       | Кандидат в галактики или протогалактики | [ 47 ] |
| GRB 090429B   | zp≅9,4               | 13,14                      | Гамма-всплеск                           | Красное смещение по фотометрии неточное, его нижняя граница больше 7                                           |
| UDFy-33436598 | zp≅8,6               | 13,1                       | Кандидат в протогалактики               | [ 50 ] |
| UDFy-38135539 | zp≅8,6               | 13,1                       | Кандидат в протогалактики               | По спектроскопии 2010 года красное смещение составило 8,55, но затем эта оценка была признана ошибочной        |
| BoRG-58       | zp≅8                 | 13                         | Скопление или протоскопление галактик   | Кандидат в протоскопление галактик                                                                             |

## Список наиболее удалённых объектов по типам
| Тип                                            | Объект                                                               | Красное смещение             | Примечания |  |
| ---------------------------------------------- | -------------------------------------------------------------------- | ---------------------------- | --- |  |
| Любой астрономический объект                   | JADES-GS-z14-0                                                       | z = 14,32                    | На данный момент (2024 год) является самым удалённым астрономическим объектом (расстояние 13,5 млрд световых лет) |  |
| Галактика или Протогалактика                   | JADES-GS-z14-0                                                       | z = 14,32                    | См. также: Список галактик |  |
| Скопление галактик                             | CL J1001+0220                                                        | z ≈ 2,506                    | По состоянию на 2016 год |  |
| Сверхскопление галактик                        | Протосверхскопление Гипериона                                        | z ≈ 2,45                     | Обнаружено в 2018 году, на данный момент является крупнейшим сверхскоплением галактик, расстояние 11 миллиардов световых лет                                                                                                   |  |
| Квазар                                         | UHZ1                                                                 | z = 10,1                     | [ 55 ] См. также: Список квазаров |  |
| Чёрная дыра                                    | UHZ1                                                                 | z = 10,1                     | [ 55 ] |  |
| Блазар                                         | PSO J030947.49+271757.31                                             | z = 6,1                      | По состоянию на март 2020 года является наиболее удалённым из известных науке блазаров с красным смещением z = 6,1, что соответствует 13 млрд световых лет от Земли. Первый обнаруженный блазар с красным смещением более 6.   |  |
| Звёздное скопление                             |                                                                      |                              | |  |
| Звезда или протозвезда (определено по событию) | Прародитель GRB 090423                                               | z = 8,2                      | Гамма-всплеск GRB 090429B имеет фотометрическое красное смещение zp≅9,4 и, вероятно, находится дальше, чем GRB 090423, однако это не подтверждено спектроскопией Примерное расстояние до Земли составляет 13 млрд световых лет |  |
| Рентгеновский джет                             | PJ352-15                                                             | z = 5,831 12,74 млрд св. лет | Предыдущий рекорд составлял GB 1428+4217 (z = 4,72 расстояние от Земли 12,4 млрд св. лет) а перед этим 12,2 млрд св. лет |  |
| Галактическая нить                             | Великая стена Геркулес — Северная Корона                             | z от 1,6 до 2,1              | |  |
| Звезда                                         | WHL0137-LS                                                           | z = 6,2 ± 0,1                | Наиболее удалённая из известных звёзд (на 31 марта 2022 года) |  |
| Войд                                           | Гигантский войд                                                      | z = 0,116                    | Он был открыт в 1988 году |  |
| Звезда или протозвезда (определено как звезда) | WHL0137-LS                                                           | 12,9 млрд св. лет 3,95 Гпк   | Голубой сверхгигант, освещающий туманность в хвосте галактики IC 3418 |  |
| Звёздное скопление                             |                                                                      |                              | |  |
| Система звёздных скоплений                     | Шаровое звёздное скопление в эллиптической галактике позади NGC 6397 | 1,2 млрд св. лет             | [ 65 ] [ 66 ] [ 67 ] [ 68 ] [ 69 ] |  |
| Микроквазар                                    | XMMU J004243.6+412519                                                | 2,5 млн св. лет              | Первый обнаруженный внегалактический микроквазар |  |
| Планета                                        | SWEEPS-11 / SWEEPS-04                                                | 27,710 св. лет               | Экзопланета |  |

| Тип                                    | Событие              | Красное смещение   | Примечания |
| -------------------------------------- | -------------------- | ------------------ | --- |
| Гамма-всплеск                          | GRB 090423           | z = 8,2            | Гамма-всплеск GRB 090429B имеет фотометрическое красное смещение zp≅9,4 и, вероятно, находится дальше, чем GRB 090423, однако это не подтверждено спектроскопией |
| Гравитационный коллапс ядра сверхновой | SN 1000+0216         | z = 3,8993         | [ 74 ] |
| Сверхновая типа Ia                     | SN UDS10Wil          | z = 1,914          | [ 75 ] |
| Сверхновая типа Ia                     | SN SCP-0401 (Mingus) | z = 1,71           | Обнаружена в 2004, но только в 2013 году её определили как сверхновую типа 1а                                                                                    |
| Рекомбинация                           | Реликтовое излучение | z~ от 1000 до 1089 | [ 78 ] |

## Космонавтика
Наиболее удалённый рукотворный объект — «Вояджер-1» (23,5 млрд км на 2022 год).
Наиболее удалённое небесное тело, посещённое земным космическим аппаратом («Новые горизонты») — астероид Аррокот (6,5 млрд км).
Наиболее удалённое тело, на которое была осуществлена посадка земного аппарата («Гюйгенс») — спутник Сатурна Титан (1,4 млрд км).
Наиболее удалённое небесное тело, посещённое человеком — Луна (0,4 млн км).